# Prenanthes petiolata
Prenanthes petiolata là một loài thực vật có hoa trong họ Cúc. Loài này được (K.Koch) Sennikov miêu tả khoa học đầu tiên năm 1997.